# Tom van Beek
Thomas Karel van Beek (Maastricht, 26 december 1931 – Amsterdam, 20 januari 2002) was een Nederlands acteur, stemacteur en schrijver.
Van Beek was vooral bekend door zijn rol als Herman Hogendoorn in Goede tijden, slechte tijden. Naast zijn werk als acteur in films en televisieseries was hij als acteur en regisseur betrokken bij radiohoorspelen, zoals Prometheus XIII en De tijdmachine. Zijn stem was vanaf 1979 ook als verhaalverteller te horen in de Efteling-attractie Spookslot tot de attractie in 2022 sloot.

## Filmografie
- De Rode pullover - Kees van Wamel (1962)
- Niets dan de waarheid - Ollie (1963)
- Met de kommissaris valt te praten (1964)
- De Agent (1965)
- Lucifer (1966)
- De zaak Sacco en Vanzetti - MacAnarney (1966)
- Amulet - Jeroen, baron van Nederhamelen (televisieserie, 1966)
- Electra (1967)
- Egmont - Willem van Oranje (film, 1968)
- Bezeten, aflevering Het gat in de muur (Das Loch in der Wand) - Petrucci (televisieserie, 1969)
- De kleine zielen (1969)
- Vic Singel - Manuel Storm (televisieserie, 1970)
- Per ongeluk, aflevering Dossier Wouter (1971)
- Waaldrecht, aflevering Oefening nachtbraak - Hans Kaft (1973)
- Swiebertje, aflevering Sjerrelok Hommeles op speurderspad - Sander Stegeman (1974)
- The Hiding Place - Dr. Heemstra (1975)
- Brainwave, aflevering Kleine coupures (1976)
- Kunt u mij de weg naar Hamelen vertellen, mijnheer?, drie afleveringen - Simon Bierenbroodspot (1976)
- Vorstenschool (1976)
- Centraal station, aflevering De barones - Commissaris (1977)
- Tussen wal en schip, aflevering Tot iedere prijs (1977)
- A Bridge Too Far - Jan Ter Horst (1977)
- Soldaat van Oranje - Officier Kriegsmarine (1977)
- Dubbelleven (1978)
- De Zaak Bonhoeffer (1978)
- Ons goed recht - Directeur Staal (televisieserie, 1979)
- Grijpstra & De Gier - hoofdinspecteur (1979)
- Knokken voor twee - notaris (1982)
- Overvallers in de dierentuin (1984) - Wachtcommandant
- De Brekers- Broeder Joop (1985)
- Flodder - Voorzitter tennisclub (1986)
- Medisch Centrum West - Meneer Schut (1988)
- De Papegaai - Televisie-omroeper (1989)
- Laat je niet kisten (1990)
- Toen was geluk heel gewoon, aflevering Heer in het verkeer - Sander van der Scheur (1994)
- Goede tijden, slechte tijden - Herman Hogendoorn (televisieserie, 1990-1993•1995)
- M'n dochter en ik, aflevering In de clinch met Chris - Generaal (1996)
- Goede tijden, slechte tijden: De reünie - Herman Hogendoorn (1998)
- Onderweg naar Morgen - Berend-Jan Arends (1999)
- De stilte van het naderen - Van Henegouwen (2000)